# 孔祥玉
孔祥玉（1947年4月3日—），男，山西祁县人，中国话剧、影视演员，天津人民艺术剧院演员，饰演周恩来的特型演员。曾任天津市青联副主席。